# Louise C. Wenzinger
Louise C. Wenzinger (* 18. Januar 1901 in Basel; † 8. Oktober 1995 ebenda; heimatberechtigt in Basel und Wislikofen) war eine Schweizer Redaktorin und Frauenrechtlerin.

## Leben
Louise C. Wenzinger war die Tochter des Unternehmers August Wenzinger und der Frieda geborene Binkert. Sie besuchte die Töchterschule Freiburg und absolvierte dort die Handelsmatura. Wenzinger arbeitete seit 1925 als Sekretärin der Sozial-caritativen Frauenschule Luzern und von 1930 bis 1935 beim Katholischen Frauenbund Basel.
Wenzinger übernahm 1950 die Leitung des Staatsbürgerlichen Verbands katholischer Schweizerinnen (Staka) von Basel und von 1952 bis 1961 die Präsidentschaft des Gesamtverbands. Zu ihren Anliegen gehörte der Kampf für das Frauenstimmrecht und die Förderung der staatsbürgerlichen Schulung der Frauen. An der Schweizerischen Ausstellung für Frauenarbeit (SAFFA) war sie 1958 beteiligt. Wenzinger war 1962 Mitgründerin der Schweizer Landessektion der Europäischen Frauenunion und amtierte bis 1975 als erste Präsidentin. Daneben wurde sie 1960 Redaktorin Der Schweizerin, die sie 1971 als Mitgründerin mit Der Evangelischen Schweizerfrau zur ökumenischen Frauenzeitschrift Schritte ins Offene zusammenlegte. In der Redaktion war sie noch bis 1976 tätig.
Louise C. Wenzinger starb am 8. Oktober 1995 im Alter von 94 Jahren in ihrer Heimatstadt Basel.

## Schriften
- Bohrer von Laufen. Aus einer Familiengeschichte. Basel 1986.
- Die Welt um Mellstorf im Studenland. Basel 1989.